# Waidach (Pottenstein)
Waidach ist ein Gemeindeteil der Stadt Pottenstein im Landkreis Bayreuth (Oberfranken, Bayern). Waidach liegt in der Gemarkung Regenthal.

## Geographie und Verkehrsanbindung
Das Dorf Waidach liegt südlich der Kernstadt Pottenstein. Unweit westlich verläuft die Staatsstraße 2163, nördlich die Bundesstraße 470, südlich die B 2 und weiter entfernt östlich die A 9.

## Geschichte
Der Ort wurde 1349 als „Wydech“ erstmals urkundlich erwähnt. Der Ortsname bedeutet Weidengebüsch.
Mit dem Gemeindeedikt (frühes 19. Jahrhundert) wurde Waidach der Ruralgemeinde Regenthal zugewiesen. Diese wurde am 1. Mai 1978 in Pottenstein eingegliedert.

## Baudenkmäler
In der Liste der Baudenkmäler in Pottenstein (Oberfranken) sind für Waidach zwei Baudenkmäler aufgeführt:
- die katholische Ortskapelle St. Nepomuk (Waidacher Dorfstraße 45), bezeichnet „1798“, ein Massivbau mit Glockenreiter und dreiseitigem Chorschluss
- das ehemalige Forsthaus (Waidacher Dorfstraße 47), ein zweigeschossiger Walmdachbau aus der Mitte des 18. Jahrhunderts